# ویمانارکاناکالپا

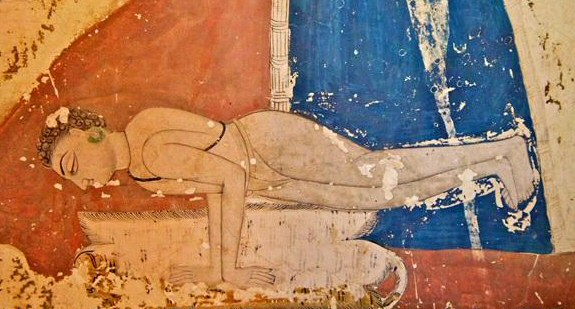
Vimanarcanakalpa اولین متنی است که یک آسانا غیر نشسته، Mayurasana را تعریف می‌کند. نقاشی دیواری ماهاماندیر، جودپور ۱۸۱۰

ویمانارکاناکالپا (Vimānārcanākalpa) یک متن قرن دهم تا یازدهم است منسوب به حکیم ماریچی دربارهٔ هاتا یوگا است. بیان می‌کند که یوگا اتحاد فرد با خود برتر (من برتر خود) است. 
این یکی از قدیمی‌ترین متون برای توصیف آساناهای غیرنشسته است؛ یعنی مایوراسانا. در مجموع نه آسانا را توصیف می‌کند:
1. برهماسانا
2. سواستیکاسانا
3. پادماسانا
4. گوموخاسانا
5. سیمهاسانا
6. موکتاسانا
7. ویراسانا
8. بهادراسانا
9. مایوراسانا [۱]

این متن روشی از پراتیاهارا، عقب‌نشینی با استفاده از نفس را آموزش می‌دهد. 